# 乌比赫语
乌比赫语（Ubykh）是西北高加索語支的一個語言，直到1990年代早期為止，一直都為乌比赫族人使用。
乌比赫這個詞來自/wəbəx/這個詞，也就是它在阿迪格語阿布扎克方言（Abdzakh）裡的名稱。在語言學界的文獻它有著不同的名稱：乌比赫語的名稱的變體，如Ubikh、Ubıh (土耳其語名稱)與Oubykh (法語)等皆曾見諸文獻；而Pekhi (源自乌比赫語/tʷaχə/)與其德語化的變體Päkhy亦曾出現於文獻當中。

## 主要特色
乌比赫語具有以下的特色，其中的某些特色亦見於其他的西北高加索語言當中：
- 它是一個作-通格語言，故在語法上，其及物動詞句子的受詞與不及物動詞句子的主詞不存在著語法上的分別。如果這語言有部份作格性(Split ergativity)的話，部份作格性也只扮演著一個不重要的角色。
- 它是種高度黏著的語言，並主要使用著大量的單音節或雙音節詞根，但在長度方面，一個使用構詞的詞有時會有著九或更多個音節，如以下這句：

/aχʲazbatɕʾaʁawdətʷaajlafaqʾajtʾmadaχ/(「若只有你不能使他再一次地為他們從我之下把它們全部取出它們的話」)
另外，詞綴在任何情況下皆很少融合在一起。
- 它有著較為簡單的名詞系統，僅有四種格變化，同時在直接格(direct case)中，也不總標著名詞的單複數。
- 它的動詞的變化則相當地複雜。像英語等語言，其動詞僅需隨主詞作變化，而漢語則缺乏動詞的變化；而乌比赫語的動詞必須隨著主詞、直接受詞與間接受詞進行變化，另外，益格名詞在動詞也必須被標明出來
- 它在音韻上也是複雜的，它總共有84個不同的輔音(其中四個僅用於外來語當中)。根據部份語言學家的分析，它只有兩個母音（[a]和[ə]），但這兩個母音卻有著非常多的同位異音，因為與之相關的子音非常地多

## 語法

### 發音
乌比赫語辅音数量可谓世界之最（排除掉拥有搭嘴音的某些语言，见科伊桑语系），共84个（其中四个：/k/ /ɡ/ /kʼ/和/v/ 只出现在借词中），茲列表如下。
|        |        | 唇音   | 唇音   | 龈音 | 龈音   | 龈音   | 齿后音 | 齿后音 | 龈颚音 | 龈颚音 | 卷舌音 | 软颚音 | 软颚音 | 软颚音 | 软颚音 | 小舌音 | 小舌音 | 小舌音     | 小舌音 | 小舌音 | 声门音 |
| 纯辅音 | 喉壁化 | 纯辅音 | 圆唇化 | 边音 | 纯辅音 | 圆唇化 | 纯辅音 | 圆唇化 | 颚音化 | 纯辅音 | 卷舌音 | 圆唇化 | 喉壁化 | 颚音化 | 纯辅音 | 圆唇化 | 喉壁化 | 喉壁圆唇化 |        |        | 声门音 |
| ------ | ------ | ------ | ------ | ---- | ------ | ------ | ------ | ------ | ------ | ------ | ------ | ------ | ------ | ------ | ------ | ------ | ------ | ---------- | ------ | ------ | ------ |
| 塞音   | 清音   | p      | pˁ     | t    | tʷ     |        |        |        |        |        |        | kʲ     | k      | kʷ     |        | qʲ     | q      | qʷ         | qˁ     | qˁʷ    |        |
| 塞音   | 浊音   | b      | bˁ     | d    | dʷ     |        |        |        |        |        |        | ɡʲ     | ɡ      | ɡʷ     |        |        |        |            |        |        |        |
| 塞音   | 挤喉音 | pʼ     | pˁʼ    | tʼ   | tʷʼ    |        |        |        |        |        |        | kʲʼ    | kʼ     | kʷʼ    |        | qʲʼ    | qʼ     | qʷʼ        | qˁʼ    | qˁʷʼ   |        |
| 塞擦音 | 清音   |        |        | t͡s   |        |        | t͡ʃ     |        | t͡ɕ     | t͡ɕʷ    | ʈ͡ʂ     |        |        |        |        |        |        |            |        |        |        |
| 塞擦音 | 浊音   |        |        | d͡z   |        |        | d͡ʒ     |        | d͡ʑ     | d͡ʑʷ    | ɖ͡ʐ     |        |        |        |        |        |        |            |        |        |        |
| 塞擦音 | 挤喉音 |        |        | t͡sʼ  |        |        | t͡ʃʼ    |        | t͡ɕʼ    | t͡ɕʷʼ   | ʈ͡ʂʼ    |        |        |        |        |        |        |            |        |        |        |
| 擦音   | 清音   | f      |        | s    |        | ɬ      | ʃ      | ʃʷ     | ɕ      | ɕʷ     | ʂ      |        | x      |        |        | χʲ     | χ      | χʷ         | χˁ     | χˁʷ    | h      |
| 擦音   | 浊音   | v      | vˁ     | z    |        |        | ʒ      | ʒʷ     | ʑ      | ʑʷ     | ʐ      |        | ɣ      |        |        | ʁʲ     | ʁ      | ʁʷ         | ʁˁ     | ʁˁʷ    |        |
| 擦音   | 挤喉音 |        |        |      |        | ɬʼ     |        |        |        |        |        |        |        |        |        |        |        |            |        |        |        |
| 鼻音   | 鼻音   | m      | mˁ     | n    |        |        |        |        |        |        |        |        |        |        |        |        |        |            |        |        |        |
| 近音   | 近音   |        |        |      |        | l      |        |        |        |        |        | j      |        | w      | wˁ     |        |        |            |        |        |        |
| 颤音   | 颤音   |        |        | r    |        |        |        |        |        |        |        |        |        |        |        |        |        |            |        |        |        |

如上所述，乌比赫语元音通常只有两个，即/ə/和/a/（有时候其他元音亦会出现在借词中），但有多个同位异音，主要规则如下：
/Cʷa/ → [Co]；/aw/ → [oː]
/Cʲa/ → [Ce]；/aj/ → [eː]
/Cʷə/ → [Cu]；/əw/ → [uː]
/Cʲə/ → [Ci]；/əj/ → [iː]

### 構詞句法
乌比赫語是一種多式綜合語兼黏著語，如下數句所示：
- 「/ʃəkʲʼaajəfanamət/」─「我們將不能回返」
- 「/awqʼaqʼajtʼba/」─「若你當時說出的話」

又乌比赫語的單字，其形式經常是極端簡潔的。
乌比赫語的名詞與動詞間的界限是有些糢糊的。所有的名詞都可用作狀態動詞的詞根，如(/məzə/(小孩)這個字可變為/səməzəjtʼ/(我曾是個小孩)之意，同時許多動詞的詞根可單純地透過使用名詞詞綴，而變成名詞，如/qʼa/(說)這個字可變為/səqʼa/(我的話語、我所說的等之意)。

#### 名詞
乌比赫語的名詞系統是相當簡單的。它的名詞有三個格(它的斜格與作格可能是兩個同音異義，有著不同功能的格變化，因此可說它有四個格)，茲所示如下：
- 直接格或通格，僅由詞根標明；這個格表示著不及物動詞句的主詞與及物動詞句的直接受詞，如/tət/(「一個男人」)
- 斜格-作格，以-/n/標明；這個格表示著及物動詞句的主詞、preverb的目標、或者是沒有其他後綴的間接受詞，如(/məzən/ (「(給予)一個小孩」)。
- 位置格，以-/ʁa/標明，等同於「在‧‧‧」、「在‧‧‧之內」或「在‧‧‧之上」等之意。

- 工具格，以-/awn(ə)/標明，意同於「用‧‧‧」、「以‧‧‧」等，在杜梅斯1975年出品的一些文獻中也被當成一個格來看待。令外兩對後置詞-/laaq/(朝著)和-/ʁaafa/(為了)，已被認為是合成的與格，如/aχʲəlaaq astʷadaw/可作「我將會將那東西寄給王子」解。但它們的格的地位，在最好的情況下，也已被打折扣了。

名詞不分性。而此語言的定冠詞是/a/-，像/atət/即表示著「(那個)男人」；乌比赫語無如英語a或an般的不定冠詞，但是/za/-(詞根)-/gʷara/ (直譯作一個-(詞根)-確實的)可翻譯作法語的un或土耳其語的bir，如/zanaynʃʷgʷara/表示著「一個確實是年輕男子的事物」
單複數只標明於作格名詞裡面，以-/na/標明。通格動詞的單複數，要不就以動詞詞根的補充形(如/akʷən blas/表「他在車裡」之意；而/akʷən blaʒʷa/表「他們在車裡」之意)標明，或以動詞詞綴(如/akʲʼan/表「他去了」；而/akʲʼaan/表「他們去了」)標明。有趣的是，第二人稱眾數前綴/ɕʷ/-也有使其前面所接的事物變為眾數的功能，不論該第二人稱眾數和其前所接的前綴是通格、作格或斜格: 
- /ɕʷastʷaan/ ─ 「我把你們給了他」 (通格)
- /səɕʷəntʷaan/ ─ 「他把我給了你們」 (斜格)
- /asəɕʷtʷaan/ ─ 「你們把它/它們給了我」 (作格)

注意在最後一句當中，「它」的眾數化前綴前綴(/a/-)被省略了，因此它的意義可以同時是「我把它給了你們」或「我把它們給了你們」。
在多數的情況下，形容詞直接後綴著名詞，如/tʃəbʒəja/(「胡椒」)加上/pɬə/(「紅色的」)就變成/tʃəbʒəjapɬə/(「紅胡椒」)。形容詞並沒有詞形變化。
後置詞少見，多半方位的語義功能，以及一些非方位相關的語義功能，皆由前動詞(Preverb)提供，如/asχʲawtxqʼa/(你為我寫了那個)；但也確實有部份的後置詞存在，如在以下兩例當中，/səʁʷa səgʲaatɕʼ/解作「像我一般」；/aχʲəlaaq/解作「接近於那個王子」。

#### 動詞
(以下內容出字杜梅茲1975的文獻passim)
動詞上的時態可分成過去時、現在時與未來時(-/qʼa/與-/awt/這兩個後綴分別表示過去時和未來時)，而未完成體的後綴亦存在著(以-/jtʼ/標明，這個後綴可以和時泰的後綴相結合使用)。就如同阿拉伯語一般，動態和靜態的動詞是有分別的，並且動詞有著數種動名詞的形式。而形態學上的致使形則不是很常見。聯接詞「以及」與「但是」通常以動詞後綴來標明，但這兩個連接詞也有非後綴的「獨立」形：
- -/gʲə/ 「以及」的後綴形 (「獨立」形為從土耳其語借來的/ve/)；
- -/gʲəla/ 「然而、不過、雖然如此」等的後綴形 (「獨立」形為/aʁʷa/

代名的利益格意動詞後綴的一部份，以前動詞/χʲa/-標明，不過一般利益格的標記不能出現在已有三個對不同格的名詞的標記的動詞裡面。
性別僅被用作第二人稱的詞形變化的一部份，並僅取決於說話者的使用與否。第二人稱陰性的標誌是/χa/-，而它的用作就如同其他人稱代詞的前綴一般，以下列這兩句做例子，比較其差異：
/wəsχʲantʷən/ 「他為了我而把(那東西)給了你(一般用法，性別中立)」；/χasχʲantʷən/─「他為了我而把(那東西)給了妳(陰性)」。

#### 副詞系統
部份在英語等語言當中，由副詞或助動詞等給出的意思，在乌比赫語中由動詞後綴給出：
- /asfəpχa/─「我需要吃那東西」
- /asfəfan/─「我可以吃那東西」
- /asfəgʲan/─「我總吃那東西」
- /asfəlan/─「我正絕望地吃那東西」
- /asfətɕʷan/─「我吃太多那東西了」
- /asfaajən/─「我再次地吃那東西」

#### 問句
問句可能在語法上被用動詞的前綴或後綴註明出來：
- 是非疑問具句以-/ɕ/標明：/wana awbjaqʼaɕ/?─「你看見那東西了嗎？」
- 複雜問句用-/j/標明：/saakʲʼa wəpʼtsʼaj/?─「你的名字是什麼？」

其他種類的問題，若有「哪」和「什麼」這些疑問代詞，其疑問代詞可能也只在動詞中標明出來：
- /maawkʲʼanəj/─「你要去哪裡？」
- /saawqʼaqʼajtʼəj/─「你(剛剛)說了些什麼？」

#### 前動詞與判定詞
許多方位性的、前置詞性的和其他的功能都由前動詞性元素提供，這些元素提供著一大系列的應用體，在這方面乌比赫語是非常複雜的。乌比赫語有兩類主要的前動詞性元素：判定詞與前動詞。前動詞的數量是有限的，而且主要標明方位和方向。而判定詞的數量也是有限量的，但卻比較開放；部份的判定詞前綴包括/tʃa/-(關於一匹馬)和/ɬa/-(關於一物的足或基)在內.
對於單純的方位標明，乌比赫與有著許多的可能性可用前動詞標明，它們包括了(但不限於)以下的這幾種：
- 在‧‧‧之上並且有接觸
- 在‧‧‧之上並但無接觸
- 在‧‧‧之下並且有接觸
- 在‧‧‧之下並但無接觸
- 在‧‧‧的邊一帶
- 經由一個空間
- 經由堅固的物體
- 在扁的且水平表面上
- 在不水平或不垂直的表面上
- 在同質的塊體中
- 朝著
- 在朝上的方向
- 在朝下的方向
- 到管狀的空間裡
- 到被封住的空間中

另外它也有個方位性的，意味著朝著說話者的前動詞：j-，它在動詞中佔著一個空的詞綴槽。不過前動詞可擁有英語中一個片語所表達的整個意思。前動詞/jtɕʷʼaa/-意味著「在地(球)上」或「在地(球)裡」，像/ʁadja ajtɕʷʼaanaaɬqʼa/(「他們埋葬了他的身體」)這句 (此句直譯的話是「他們放置他的身體於地(球)裡面」)。就算是比較狹義的，像前動詞/faa/-的意思就是一個關於火、從火中，或者到火裡的動作，像/amdʒan zatʃətʃaqʲa faastχʷən/這句即意味著「我把一塊燃燒中的木頭從火堆中取出」。

## 字彙

### 本土字彙
乌比赫語的音節有著強烈的傾向形成CV的結構，雖然VC和CVC的音節結構亦存在。它的子音叢集不像Abzhui阿布哈茲語或喬治亞語那般地大子音叢很少超過兩個子音。三個子音的子音叢只存在於兩個單字中，它們分別是/ndʁa/(太陽)和/psta/(膨脹)，但後面的那個詞是一個來自阿迪格語的介詞，而前面的那個詞在獨自出現時，較常讀作/nədʁa/。
合成词在乌比赫語，以及所有西北高加索語言的語義當中，是個很重要的一部份。乌比赫語沒有「愛」這個動詞，因此若有人要講「我愛你」時，他們會說/tʂʼanə wəzbjan/(對我而言見到你是好的)。
疊詞出現於部份的詞根當中，尤其是那些具有擬聲特性的詞當中，如(/χˁaχˁa/ 用馬梳梳這個來自/χˁa/ 刮的詞、/kʼərkʼər/像雞一般地叫(來自阿迪格語的借詞)和/warqwarq/(像青蛙般地叫)等。
詞根和詞綴可短到只有一個單一的音素，像例如/wantʷaan/(他們把你交給了他)這個字，包含了六個音素，而每個音都各自是個單獨的詞素：
- /w/ - 第二人稱單數絕對格標記
- /a/ - 第三人稱與格標記
- /n/ - 第三人稱作格標記
- /tʷ/ - 給予
- /aa/ - 標誌作格是複數形
- /n/ - 時態是現代時

但有些字可能會長到具有七個音節(雖然它們通常都是合成字)，如/ʂəqʷʼawəɕaɬaadətʃa/(樓梯)。

### 俚語與熟語
就如同其他所有的語言一樣，乌比赫語充斥著各種的熟語，像例如/ntʷa/(門)這個字，在乌比赫語中可用來表示「地方法官」、「廳堂」或「政府」等事物（汉语里也有类似的衍生词汇形式“衙门”）。然而在乌比赫語中，片語結構甚至於比在其他語言當中還常見。(事實上，用一系列的具象事物來表達一個抽象的觀念是西北高家索語言的特徵之一。)像「我愛你」這句熟語在字面上的意義就是「對我而言見到你是好的」; 你使我開心在字面上解作「你切入了我的心」。而/wərəs/(俄羅斯)這個來自土耳其語的借詞，已經變成了表達「不信神的」、「非穆斯林」和「敵人」等意的俚語(另見「歷史」一節).

### 外語借詞
乌比赫語主要的借詞來自於阿迪格語和土耳其語，另外還有較少量的借詞來自於波斯語、阿布哈茲語，和南高加索語言。直至乌比赫語死亡時，阿迪格語單字大量流入的現象是被察覺的；沃格克在1963年注意到了數百個例子。/g/ /k/ /kʼ/這四個音素借字土耳其語和阿迪格語。/ɬʼ/也似乎是個阿迪格語借來的音素，雖然時間較久。/ɣ/ 可能也是個阿迪格語借來的音素，因為有這個音的少數字詞，有多數都很明顯地是阿迪格語的借詞，如/paaɣa/(「驕傲」)、/ɣa/(「睾丸」)等。
很多借詞有乌比赫語的本土對等詞，但其使用因為土耳其語、還高加索語和俄語對等詞的使用而逐漸地減少，如以下幾個例子(格式：「外來語借詞」在左，而「本土語對等詞」在右)：
- /bərwə/ 穿孔(來自土耳其語) = /pɕaatχʷ/
- /tʃaaj/ 茶 (來自土耳其語) = /bzəpʂə/
- /wərəs/ 敵人 (來自土耳其語) = /bˁaqˁʼa/

一些字，通常是比較古老的字，借自一些比較不具影響力的語言支系：克拉如索在1994年將/χˁʷa/(「豬」)這個字看作一個來字原始閃語單字*huka的借詞；而/agʲarə/(「奴隸」)則來意伊朗語支語言的字根。

## 演變
在西北高加索語言演變的劇本裡，不論它與阿布哈茲語間的平行關係，乌比赫語形成了西北高加索語言家族裡的第三分支。依舊保存著原有的唇化音的地方，乌比赫語將之轉成了顎化音：像例如乌比赫與用來表示「心臟」的字/gʲə/，與阿布哈茲語、阿巴札語、卡巴爾達語和阿迪格語的單字/gʷə/相對應。乌比赫語也持有在其他西北高加索語言當中，僅見於部份阿布哈茲語和阿巴札語言的咽腔化子音群。所有其他的西北高加索語言都有著真正的咽腔音，但乌比赫語是西北高加索語中唯一以「咽腔化」做為第二發音部位的語言。
當考慮和此家族中其他語言的關係時，乌比赫語，比起其他的語言，和阿布哈茲語的親緣關係較為接近，但乌比赫語基於文化和地理間的影響，有著許多阿迪格語的特徵。許多乌比赫語的使用者同時是乌比赫語和阿迪格語的雙語使用者。

### 方言
雖然乌比赫語並沒有相當多種的方言，其中一種較為不同的卻為人所注意。這個方言雖然在語法上與標準的乌比赫語相似，但這方言卻有著非常不同的音韻系統，它的語音系統縮到剩下62個較為奇怪的發音：
- /dʷ/ /tʷ/ /tʷʼ/已分別轉變成了/b/ /p/ /pʼ/。
- /ɕʷ/ /ʑʷ/和/ʃʷ/ /ʒʷ/是無分別的。
- /ɣ/似乎消失了。
- 咽腔化音已不再做區分，而這些(咽腔化的)音，在許多狀況下，已被加長的子音所取代。
- 顎音化的小舌音已不再是它的音韻。

## 歷史
直到1864年乌比赫人被俄羅斯帝國逐出此區為止，乌比赫語曾在索契附近的黑海東岸區使用。被俄羅斯人逐出後，他們最後在土耳其的哈茲歐斯曼村（Hacı Osman）、庫爾克普那爾村（Kırkpınar）、馬蘇克耶村（Masukiye）和哈茲亞庫普村（Hacı Yakup）等地落腳。因此土耳其語和環高加索語言變成了他們所偏好的日常溝通語，而這些語言的許多單字也在此時進入了乌比赫語當中。 
乌比赫語在1992年10月7日成為死語，在那天乌比赫語的最後一位流利的使用者帖伍菲克‧艾森奇於睡夢中過世。不過幸運地，在乌比赫語滅亡前，已有數千頁的資料和許多的錄音已經被紀錄了下來，並且被多名語言學家，如喬治‧夏拉席茲（Georges Charachidzé）、喬治·杜梅吉爾（Georges Dumézil）、漢斯‧沃格特（Hans Vogt）與喬治‧赫維特（George Hewitt）等人，在它的幾位最後的使用者，如帖伍菲克‧艾森奇和Huseyin Kozan的幫助下，被紀錄下來。
乌比赫語一直以來未被其使用社群所書寫，但有少部份的片語已被爱维亚·瑟勒比在他的著作旅行之書裡紀錄了下來，同時有相當數量的口傳文學，也和納爾特敘事詩的部份一起被紀錄了下來。帖伍菲克‧艾森奇也在後來學習了杜梅斯所發明的乌比赫語的書寫法。
匈牙利語言學家尤利烏斯‧馮‧梅扎羅斯（Julius von Mészáros）在1930年來到土耳其並記下了一些關於乌比赫語的記錄。他的著作Die Päkhy-Sprache，其內容廣泛且在其發明的轉寫系統所允許的程度的精確（但他的轉寫系土無法表達乌比赫語所有有區別的發音），這本書並且為乌比赫語的語言學研究奠下了基礎。
法國人喬治‧杜梅吉爾也在1930年去土耳其紀錄乌比赫語的資料，他後來成了最著名的乌比赫語語言學家。他在1950年代晚期出版了一本乌比赫語的民間故事集，這個語言也因此很快地便因為其只有很少的（兩個）音位上的母音而攫取語言學家的注意。挪威人漢斯‧沃格特出版了一本龐大的字典，雖然這本字典有很多的錯誤（杜梅吉爾後來將之更正），但它依舊是乌比赫語語言學的重要著作和不可或缺的工具。
之後在1960年代和1970年代早期，杜梅斯出版了一系列一般而言關於西北高加索語言源，特別關於於乌比赫語語源的檔案。杜梅斯在1975年的書Le Verbe Oubykh (1975)，一本對乌比赫語的名詞和動詞構詞詳盡描述的書籍，可說是另一本為乌比赫語語言學奠下基於的書
1980年代後，乌比赫語的語言學研究突然慢了下來。沒有其他主要的論文出版，但荷蘭語言學家里耶克斯‧斯梅茲正嘗試要編纂一本基於沃格特在1963年出版的書籍的乌比赫語的新字典，還有一項主要相似的計劃正在澳大利亞進行著；對於重新學習自己的母語，乌比赫人已展現其興趣。
出版過乌比赫語文獻的人包括以下人士：
- 布萊恩‧喬治‧赫維特（Brian George Hewitt）
- 凱瑟琳‧巴利斯（Catherine Paris）
- 克里絲汀‧列若伊（Christine Leroy）
- 喬治‧玻松（Georg Bossong）
- 喬治‧杜梅斯（Georges Dumézil）
- 漢斯‧沃格特（Hans Vogt）
- 約翰‧克拉如索（John Colarusso）
- 尤利烏斯‧馮‧梅扎羅斯（Julius von Mészáros）
- 里耶克斯‧斯梅茲（Rieks Smeets）
- 帖伍菲克‧艾森奇（Tevfik Esenç）
- 威姆‧陸卡森（Wim Lucassen）

### 相關知識
- 乌比赫語被1996年版吉尼斯世界纪录大全引為擁有最多子音的語言，雖然這個紀錄可能已經被某些科依桑语系的語言所超越。
- 乌比赫語有著20個小舌音與27個純的擦音，比任何其他已知的語言還多。
- 乌比赫語可能和哈梯語相關聯。哈梯語是一種以一種楔形文字書寫，在西元前2000年以前用於安那托利亞的語言。

### 範例文件
所有範例來自杜梅斯1968年的著作。語音版見底下外部連結的部份。
/faaχʲa tʼqʷʼa.kʷabʒa kʲʼaʁə.n a.za.χʲa.ʃə.na.n a.mʁʲa.n gʲə.kʲa.qʼa.n./

從前 兩個‧男人 朋友‧副詞 他們‧相互‧利益格‧變成‧複數‧副詞 定冠詞‧道路‧斜格 在‧‧‧之上‧進入(眾數)‧過去時‧眾數

從前有兩個男人在路上一同行
/a.f.awtə.nə mʁʲawəf a.χʷad(a).awtə.n a.kʲa.na.n, a.za.n fatɕʼ.aala ɕʷəbˁ(a).aala χʷada.qʼa,/

他們‧吃‧未來時‧副詞 食物 他們‧買‧未來時‧副詞 他們‧進入(眾數)‧眾數‧過去時 定冠詞‧一個‧作格 起士‧與 麵包‧與 買‧過去時

他們去買一些糧食，用於旅程當中，其中一個買了麵包和起士，
/ajdə.χə.n.gʲə ɕʷəbˁ(a).aala ps(a).aala χʷada.n a.j.nə.w.qʼa./

其他‧的‧作格‧與 麵包‧與 魚‧與 買‧副詞 它‧向此處‧他‧帶‧過去時

另一個則買了麵包和魚
/a.mʁʲa.n gʲə.kʲa.na.gʲə,/

定冠詞‧道路‧斜格 在‧‧‧之上‧進入(眾數)‧眾數‧動名詞

當他們在路上時
/wa.fatɕʼ.də.χʷada.qʼajtʼ.ə ʁa.kʲʼaʁ.ʁaafa "ɕʷəʁʷaɬa psa jada ɕʷ.f.aa.n;"/

那個‧起士‧關係子句‧買‧過去完成時‧動名詞 他的‧朋友‧向 你們 魚 眾多的 你們‧吃‧眾現在時

買起士的那一位問了另外一位：「你們這些人吃這麼多魚，」
/"saaba wana.n.gʲaafə psa ɕʷ.f.aa.nə.j?" qʼa.n ʁ(a).aa.dzʁa.qʼa./

為什麼 那個‧斜格‧如此多 魚 你們‧吃‧眾數‧現在時‧問句 說‧副詞 他‧對著‧問‧過去時

「為什麼你們吃這樣多魚啊？」
/"psa wə.fə.ba wə.tɕʼa jada ʃ.awt,"/

魚 你‧吃‧如果 你的‧知識‧眾多的‧變成‧未來時

「如果你吃魚，你就會變聰明」
/"wana.ʁaafa ʃəʁʷaɬa psa jada ʃ.fə.n," qʼa.qʼa./

那‧為了 我們 魚 眾多的 我們‧吃‧現在時 說‧過去時

「因此我們吃很多魚」他回答。

## 外部連結
- Two proposals for a practical orthography for Ubykh （页面存档备份，存于）
- YouTube: Tevfik Esenç narrating the story of the two travellers and the fish in Ubykh （页面存档备份，存于）
- A number of narrations by Tevfik Esenç, WAV format （页面存档备份，存于）